# S. J. 왓슨
S. J. 왓슨(영어: S. J. Watson, 1971년 ~ )은 영국의 소설가이다. 베스트셀러이자 니콜 키드먼 주연의 영화로도 만들어진 데뷔작 《내가 잠들기 전에》(2011)로 알려져 있다. 버밍엄 대학교에서 물리학 학위를 받고 런던으로 건너 가, 병원에서 청각장애 아동들을 돌보며 소설을 써왔다.

## 저작
| 연도 | 제목             | 원제                 | 비고 |
| ---- | ---------------- | -------------------- | ---- |
| 2011 | 내가 잠들기 전에 | Before I Go to Sleep |      |
| 2015 | 세컨드 라이프    | Second Life          |      |